# Eugen Ruge

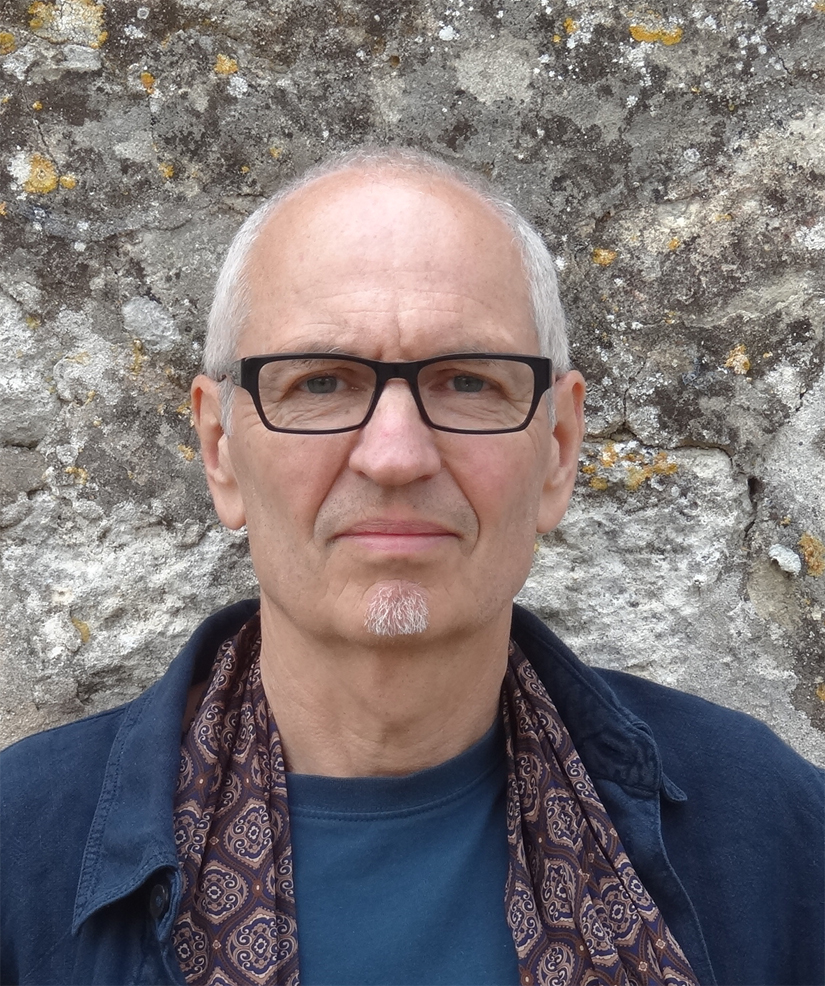
Eugen Ruge 2014 in Saint Emilion, Frankreich

Eugen Ruge (* 24. Juni 1954 in Soswa, Oblast Swerdlowsk, Sowjetunion) ist ein deutscher Schriftsteller, Regisseur und Übersetzer aus dem Russischen. 2011 gewann er mit seinem Roman In Zeiten des abnehmenden Lichts den Deutschen Buchpreis.

## Leben
Eugen Ruge ist der Sohn des DDR-Historikers Wolfgang Ruge, der von den sowjetischen Machthabern in das Nordurallager 239 deportiert worden war; seine Mutter war Russin und diente als Gefreite in der Roten Armee während des Zweiten Weltkriegs.
Eugen Ruge kam im Alter von zwei Jahren zusammen mit seinen Eltern aus der Sowjetunion zurück in die DDR. Die Familie lebte in Potsdam. Er besuchte die Spezialschule technisch-physikalischer Richtung in Kleinmachnow. Ruge leistete – unfreiwillig, wie er betont – einen achtzehnmonatigen Wehrdienst als Grenzsoldat ab. Nach einem Mathematikstudium und Diplom an der Humboldt-Universität zu Berlin wurde er wissenschaftlicher Mitarbeiter am Zentralinstitut für Physik der Erde der Akademie der Wissenschaften der DDR. Er arbeitete im Bereich Seismik, insbesondere über Erdbebenforschung. Seine Promotionsarbeit hätte in einer seismischen Sicherheitsanalyse für ein neu zu bauendes Kernkraftwerk in Schleiz bestanden. Da Ruge – auch aufgrund der Datenlage – keine mathematisch-statistischen Risikoaussagen für das Kernkraftwerk zu machen bereit war, kündigte er.
1986 arbeitete er für das DEFA-Dokfilmstudio. Unter anderem schrieb er das Szenario für den Dokumentarfilm Was zuletzt bleibt – Geschichte eines gewöhnlichen KZ. Der Film wurde nie aufgeführt. Zugleich fing er an, Theaterstücke zu schreiben. Sein erstes Theaterstück – eine Dramatisierung von Dostojewskis Schuld und Sühne – wurde erst nach seiner Flucht aus der DDR am Schauspiel Leipzig aufgeführt.
1988 fuhr Eugen Ruge mit einem Besuchsvisum in die Bundesrepublik und kehrte nicht in die DDR zurück. 1989 fiel die Mauer. 1990 wurde als erstes seiner Theaterstücke das Stück Vom Umtausch ausgeschlossen am Schauspiel Bonn uraufgeführt. Inszenierungen auf weiteren Bühnen folgten.
Ruge meldete sich in mehreren gesellschafts- und kulturpolitischen Debatten der Bundesrepublik zu Wort. So setzte er sich im Zusammenhang mit den Mauerschützenprozessen 1991 in der Frankfurter Zeitung dafür ein, zuerst die Hauptverantwortlichen zu bestrafen. Sein vielbeachteter Artikel wurde u. a. in juristischen Zeitschriften nachgedruckt und zitiert. Im November 2014 kritisierte Ruge die Russland-Politik des Westens seit der Wende und warnte vor dem „Beginn einer neuen, noch gefährlicheren Ära des Kalten Krieges.“ 2018 brachte er in seiner Dresdener Rede seine Sorge um die deutsche Sprache zum Ausdruck. In einer Rede bei der Veranstaltung „Demokratisches Doppel“ am 9. Februar 2019 in Potsdam setzte sich Ruge gegen die Wiedererrichtung der Garnisonkirche in Potsdam als Symbol der nationalsozialistischen Machtergreifung ein.  Am 9. Februar 2022 kritisierte Ruge in der Süddeutschen Zeitung den Appell von 350 Intellektuellen um Wolf Biermann und warnte zugleich: „Putins Truppen bedeuten eine Drohung, sie sind ein Druckmittel für einen politischen, einen geostrategischen Zweck – naturgemäß mit Option auf Wahrwerdung.“ Im Februar 2023 gehörte Ruge zu den Erstunterzeichnern der von Sahra Wagenknecht und Alice Schwarzer initiierten Petition Manifest für Frieden. Im Interview mit der Süddeutschen Zeitung vom 21. März 2024 vertritt er die Auffassung, dass Wladimir Putin ursprünglich ein „Westler, ein Liberaler“ gewesen sei, der sich erst im Konflikt mit dem Westen zum Konservativen gewandelt habe.

## Literarisches Werk
Seit 1989 wirkt Ruge hauptsächlich als Autor für Theater, Funk und Film. 2011 debütierte er als Romanautor mit In Zeiten des abnehmenden Lichts. Roman einer Familie.
In seinen Hörspielen und Theaterstücken beschäftigt sich Ruge mit dem Nachhall der linken Utopie (Vom Umtausch ausgeschlossen; Restwärme; Labyrinth) und mit dem Scheitern historisch realer Persönlichkeiten (Akte Böhme über Ibrahim Böhme; Der General schreibt einen Brief und erschießt seine Freundin über Petra Kelly und Gert Bastian).
Schon 1997 entstand das Theaterstück Babelsberger Elegie (UA Staatstheater Magdeburg), in dem teilweise sein späterer Erfolgsroman In Zeiten des abnehmenden Lichts vorweggenommen ist.
Ein Großteil des erzählerischen Werks Eugen Ruges kreist um seine Familiengeschichte. In dem Roman In Zeiten des abnehmenden Lichts (2011) spiegelt sich die Geschichte der DDR im Schicksal seiner Familie wider. Der Roman wurde 2011 u. a. mit dem Deutschen Buchpreis ausgezeichnet, stand mehrere Wochen auf Platz 1 der Spiegel-Bestsellerliste und war der bestverkaufte deutsche Roman des Jahres 2011. Bis Juni 2013 verkaufte sich das Buch bereits mehr als eine halbe Million Mal und hat bis April 2023 mit 18 Taschenbuchauflagen und 31 Übersetzungen die Millionengrenze überschritten. Der Roman fand ein breites, positives Echo in der nationalen und internationalen Presse. So schrieb die New York Times: „Ein pulsierendes, vibrierendes, aufregend lebendiges Werk, außergewöhnlich mitfühlend und vor allem von scharfem, erhellendem Witz“ und bescheinigte Eugen Ruge die „Mauern zwischen russischer Epik und dem großen amerikanischen Roman eingerissen“ zu haben. Es entstanden neben der Kino-Verfilmung mehrere Bühnenfassungen, u. a. für das Deutsche Theater Berlin, das Theater der Altmark Stendal, die Städtischen Bühnen Osnabrück, das Saarländische Staatstheater, das Hans-Otto-Theater Potsdam, das neue theater Halle und die Theaterei Herrlingen.
Follower (2016) setzt die Familiengeschichte in die Zukunft fort. Metropol (2019) verarbeitet die Geschichte von Ruges Großmutter im Moskau der Terrorjahre 1937/38. Cabo de Gata (2013) thematisiert das Scheitern und kann als autofiktionaler Bericht über eine Andalusien-Reise Ruges gelesen werden. Auch von diesen drei Büchern erschienen bereits zahlreiche Übersetzungen in anderen Sprachen.
Der Roman Pompeji oder Die fünf Reden des Jowna (2023) erzählt von dem Vulkanausbruch, der 79 n. Chr. Pompeji  zerstörte, und lässt sich als politische Parabel auf die Gegenwart und jüngste Vergangenheit lesen.

## Werke (Auswahl)

### Anthologien
- Temperamente – Blätter für junge Literatur; Heft 4/1988, Verlag Neues Leben, Berlin, ISBN 3-355-00753-6.

### Theaterstücke
- Vom Umtausch ausgeschlossen. (UA 1990, Schauspiel Bonn; Regie: Anselm Weber)
- Restwärme. (UA 1992, Schauspiel Leipzig; Regie: Eugen Ruge)
- Ruhestörung. (UA 1998, Rampe Stuttgart; Regie: Agnese Grieco)
- Der General schreibt einen Brief und erschießt seine Freundin. (UA 2001, Rampe Stuttgart, Regie: Eva Hosemann).
- Akte Böhme. (UA 2001 Schauspiel Leipzig; Regie: Andreas Dresen)
- Labyrinth. (UA 2011 Theater an der Linde Weinstadt; Regie: Michael Speer)
- In Zeiten des abnehmenden Lichts. (UA 2013 Deutsches Theater Berlin; Regie Stephan Kimmig)

Alle Bühnentexte von Eugen Ruge sind im Merlin Verlag erschienen.

### Bücher
- In Zeiten des abnehmenden Lichts. Roman einer Familie. Rowohlt Verlag, Reinbek bei Hamburg 2011, ISBN 978-3-498-05786-2 (Platz 1 der Spiegel-Bestsellerliste vom 24. Oktober bis zum 20. November 2011).[18][19][20][21][22][23]
  - Hörbuch, gelesen von Ulrich Noethen; Bearbeitung und Regie: Leonhard Koppelmann: SWR und Argon Verlag 2012, ISBN 978-3-8398-1121-4.[24]
- als Herausgeber (zusammen mit Wladislaw Hedeler): Wolfgang Ruge: Lenin: Vorgänger Stalins. Eine politische Biografie. Matthes & Seitz, Berlin 2010, ISBN 978-3-88221-541-0.
- als Herausgeber: Wolfgang Ruge (Vater von Eugen): Gelobtes Land: Meine Jahre in Stalins Sowjetunion. Rowohlt Verlag, Reinbek bei Hamburg 2012, ISBN 978-3-498-05791-6.
- Cabo de Gata. Roman. Rowohlt Verlag, Reinbek bei Hamburg 2013, ISBN 978-3-498-05795-4.
  - Hörbuch, gelesen von Ulrich Noethen: Argon Verlag 2021, ISBN 978-3-7324-1247-1.
- Annäherung. Reiseberichte. Rowohlt Verlag, Reinbek bei Hamburg 2015, ISBN 978-3-498-05800-5.
- Theaterstücke. 1986–2008. Sammelband. Rowohlt Verlag, Reinbek bei Hamburg 2015, ISBN 978-3-498-05801-2.
- Follower – Vierzehn Sätze über einen fiktiven Enkel. Roman. Rowohlt Verlag, Reinbek bei Hamburg 2016, ISBN 978-3-498-05805-0.
- Metropol. Roman. Rowohlt Verlag, Reinbek bei Hamburg 2019, ISBN 978-3-498-00123-0.
  - Hörbuch, gelesen von Ulrich Noethen: MDR und Argon Verlag 2019, ISBN 978-3-8398-1741-4.[25]
- Pompeji oder Die fünf Reden des Jowna. Roman. dtv Verlagsgesellschaft, München 2023, ISBN 978-3-423-28332-8.
  - Hörbuch, gelesen von Ulrich Noethen: MDR, hr2-Kultur und Argon Verlag 2023, ISBN 978-3-8398-2018-6.

### Hörspiele
- Vom Umtausch ausgeschlossen. (RB 1992; Regie: Gottfried von Einem)
- Restwärme. (ORB 1993; Regie: Barbara Plensat)
- Mir nichts Dir nichts. (SDR/ORB 1993; Regie: Günther Rücker)
- Halb und Halb. (ORB 1996; Regie: Jürgen Dluzniewski)
- Ruhestörung – ein Anfall. (SDR 1997; Regie: Peter Brasch)
- Böhme stirbt in Neustrelitz. (SFB-ORB 2002; Regie: Gabriele Bigott)
- Labyrinth. (RBB 2006; Regie: Gabriele Bigott)
- Familienbildnis mit Katze. (RBB 2008; Regie: Gabriele Bigott)
- Ingenieur Andrées Ballonfahrt zum Nordpol. (MDR 2008; Regie: Walter Adler)

### Übersetzungen
- Anton Tschechow: Der Kirschgarten. (EA der Übersetzung 1991, Stadttheater Gießen)[26]
- Anton Tschechow: Die Möwe. (EA der Übersetzung 1991, Stadttheater Konstanz)[27]
- Anton Tschechow: Drei Schwestern. (EA der Übersetzung 1992, Stadttheater Bern)[28]
- Anton Tschechow: Onkel Wanja. (EA der Übersetzung 1993, Städtische Bühnen Osnabrück[29])
- Anton Tschechow: Über die Schädlichkeit des Nikotins. (Frei bearbeitet und übersetzt von Eugen Ruge, Aufführung 2008, Kulturkeller Heilbronn)[30]

In Buchform erschien bisher keine dieser Übersetzungen. Der Kirschgarten, Die Möwe und Drei Schwestern waren in den frühen 1990er-Jahren als Bühnenmanuskripte übernommen worden vom heute nicht mehr existierenden Theaterverlag Ute Nyssen & J. Bansemer, Köln, heute sind alle fünf Tschechow-Übertragungen von Eugen Ruge als Theatertexte im Merlin Verlag mit vertreten.
Von den Übersetzungen heißt es beim Verband deutscher Bühnen- und Medienverlage: „Die Tschechow-Übersetzungen des Alfred-Döblin-Preisträgers Eugen Ruge zeichnen sich durch die sorgfältige Übertragung in eine vitale und unverbrauchte Sprache aus. Dabei ignorieren sie nicht den kulturellen Hintergrund von Tschechows Werk und geben Interpretationen dennoch großen Raum.“

### Filme
- 1987: Stadtgeschichte in Stein – Architekten in Berlin
- 2022: Aussterbende Art. Dokumentarfilm über Rügener Fischer, Buch und Regie: Eugen Ruge, ZDF/3Sat[33]

## Auszeichnungen
- 1992: Fördergabe des Schiller-Gedächtnispreises des Landes Baden-Württemberg[34]
- 2009: Alfred-Döblin-Preis für sein erstes Prosamanuskript In Zeiten des abnehmenden Lichts[35]
- 2011: Aspekte-Literaturpreis für In Zeiten des abnehmenden Lichts[36]
- 2011: Deutscher Buchpreis für In Zeiten des abnehmenden Lichts[37]
- 2020/2021: Mainzer Stadtschreiber

## Verfilmungen
Der Roman In Zeiten des abnehmenden Lichts wurde mit dem gleichen Titel für das Kino adaptiert. Matti Geschonneck inszenierte, Wolfgang Kohlhaase schrieb das Drehbuch. Die Hauptrolle spielte Bruno Ganz. X Film brachte den Film ins Kino. Gefördert wurde er von dort mit 400.000 Euro. Am 1. Juni 2017 startete der Film in den deutschen Kinos.